# Domaine de Hirose

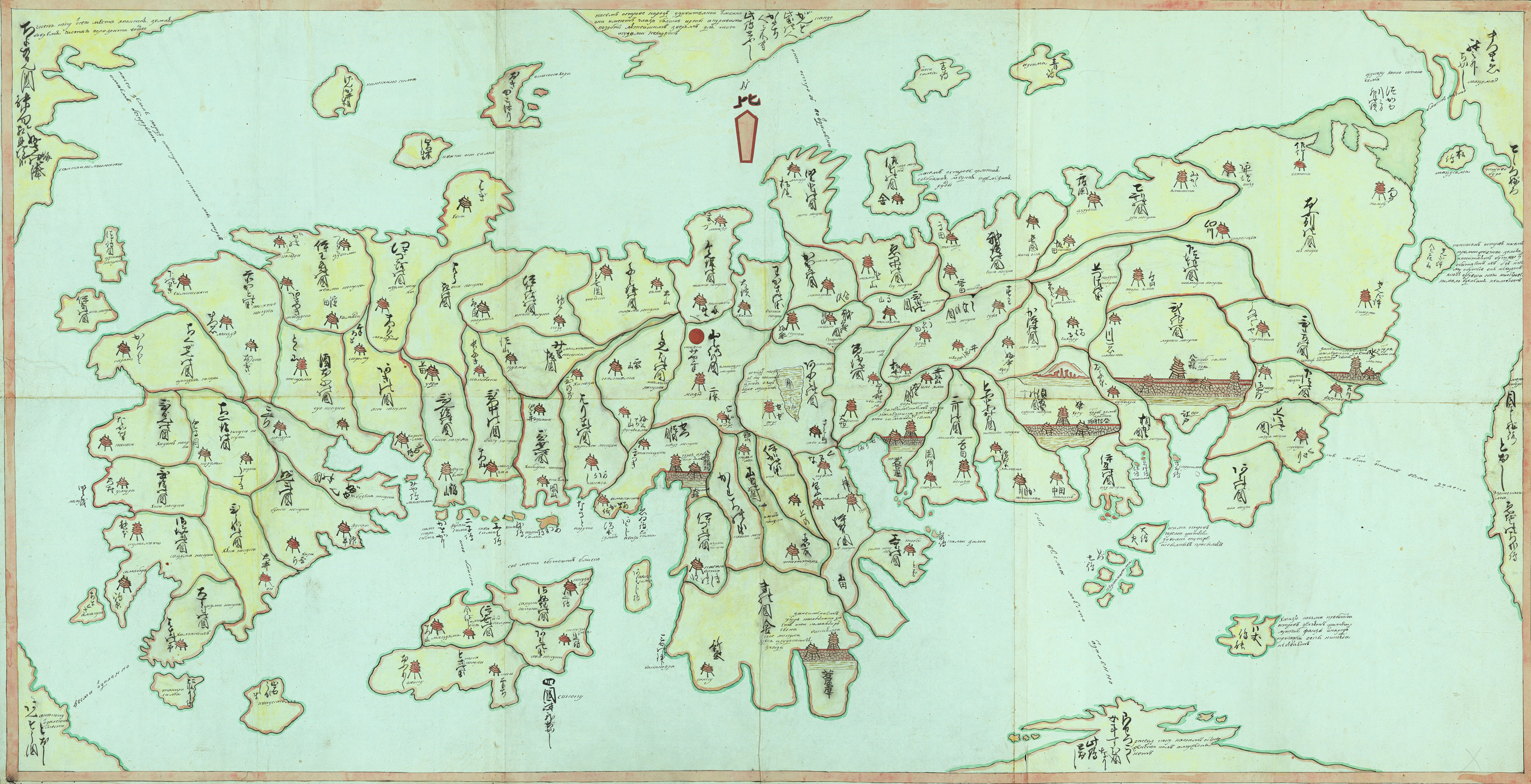
Carte du Japon, 1789. Le système han affecte la cartographie.

Le domaine d'Hirose (広瀬藩, Hirose-han) est un domaine féodal japonais de l'époque d'Edo, situé dans la province d'Izumo dans l'actuelle préfecture de Shimane.  
Dans le système han, Hirose est une abstraction politique et économique basée sur les enquêtes cadastrales périodiques et les prévisions des rendements agricoles. Autrement dit, le domaine est défini en termes de kokudaka et non de superficie de terres, ce qui est  différent du féodalisme en Occident.

## Liste de daimyos
Les daimyos héréditaires sont chefs de clan et maîtres du domaine.
- Clan Matsudaira, 1666-1868 (fudai daimyo ; 30 000 koku)[4],[5].

## Source de la traduction
- (en) Cet article est partiellement ou en totalité issu de l’article de Wikipédia en anglais intitulé « Hirose Domain » (voir la liste des auteurs).